# Хойя (графство)

Графство Хойя в 1250 г. (в центре жёлтым ниже епископства Бремен)

Гра́фство Го́йа (нем. Grafschaft Hoya) — территория Священной Римской империи преимущественно западнее центрального Везера в Нижней Саксонии, Германия с 1202 по 1582 год.
Резиденциями являлись дворцы Гойа (современная транскрипция Хойа) и Нинбург, управляемые графами Гойа, а с 1582 года князьями Каленберга или курфюрстами Брауншвейг-Люнебурга из рода Вельфов. Площадь округа в октябре 1800 года составляла 1400 км² и имела 60 000 жителей (около 1800 года).
Первым графом Гойа в 1202 году согласно документам был Генрих I (умер в 1235 году), который находился в свите архиепископа Бремена Хартвига II Утледе. В 1215 году графы купили свободное графство Нинбург, расширили его на юг. В 1338 году они купили Альтбрухгаузен. Территория охватывала практически весь регион Среднего Запада Везера площадью 2250 км².
В 1345 году графство было разделено между двумя братьями на Верхнее графство (нинбургская линия) и Нижнее графство (гойанская линия). В 1497 году линия Гойа вымерла и управление перешло к нинбургской линии. От графов гойанских (по женской линии) вели своё происхождение прибалтийские дворяне Тизенгаузены.
С 1351 по 1359 годы графство Гойа конфликтовало с ганзейским городом Бременом. Бремен проиграл в 1358 году в битве при Аллере и ему пришлось платить более высокие суммы за освобождение своих заключённых.
В начале 16 века начался упадок графства. Графы Гойа имели большие финансовые долги из-за военных столкновений. В 1512 году графство было завоёвано герцогами из рода Вельфов и графская семья переехала к родственникам в Восточную Фрисландию. В 1519 году они смогли вернуться в графство после уплаты больших сумм и признания сюзеренитета герцогов Брауншвейг-Люнебургов.
25 февраля 1582 года в своей резиденции во дворце Гойа умер последний граф Гойа, Оттон VIII. Графство было поделено между линиями Вельфов. Позже они становятся курфюрстами и королями Ганновера.
В 1866 году графство вместе с Ганновером было присоединено к Пруссии.
С 1932 по 1977 год существовал округ Графство Хойа с главным городом Зике. С 1946 года графство Хойа входит в состав Нижней Саксонии.